# Hygrophila pusilla
Hygrophila pusilla är en akantusväxtart som beskrevs av Carl Ludwig von Blume och Ernst Gottlieb von Steudel. Hygrophila pusilla ingår i släktet Hygrophila och familjen akantusväxter. Inga underarter finns listade i Catalogue of Life.